# Angelika Kostyshynová
Angelika Kostyshynová (* 15. dubna 1996, Kopašnovo, Ukrajina) je česká modelka, která se narodila na Ukrajině. Na území České republiky pobývá již od svých 4 let. Angelika dokončila obor Zdravotnické lyceum na střední zdravotnické škole a obor Ergoterapie na Univerzitě Jana Evangelisty Purkyně v Ústí nad Labem. Na začátku roku 2021 by měla reprezentovat Českou republiku na světovou soutěž Miss Supranational.

## Život
Narodila se v Zakarpatské oblasti, konkrétně ve vesnici Kopašnovo. Do Čech se společně s celou rodinou přestěhovali, když Angelice byly čtyři roky. V roce 2020 úspěšně dokončila bakalářské studium na vysoké škole a nyní se věnuje modelingu.

## Profesní kariéra
Má za sebou několik měsíců praxe ve zdravotnictví v rámci školní praxe. V roce 2015 úspěšně složila maturitní zkoušku na Zdravotnické škole a v roce 2020 dostudovala obor Ergoterapie na Ústecké univerzitě. V roce 2017 se poprvé přihlásila do soutěže krásy a tím odstartovala její kariéra modelky.

## Soutěže krásy

### Česko
- Miss Léta 2017 – 1. místo
- Top model of the year 2018 – 1. místo
- Miss Czech Republic 2020 – 1 vícemiss , titul Miss Czech Republic Supranational a doprovodný titul Miss Notino

### Zahraničí
- Miss Tourism World 2017 v Číně – Top 15
- Miss Aura International 2018 v Turecku – 3. místo
- Miss Summer 2018 Kypr – 4. místo